# ووستوچنی (باشقیرستان)
ووستوچنی (انگلیسی: Vostochny, Republic of Bashkortostan) یک شهرک در شهرستان ملئوزوفسکی استان باشقیرستان کشور روسیه است.